# Nhiệt kế thủy ngân

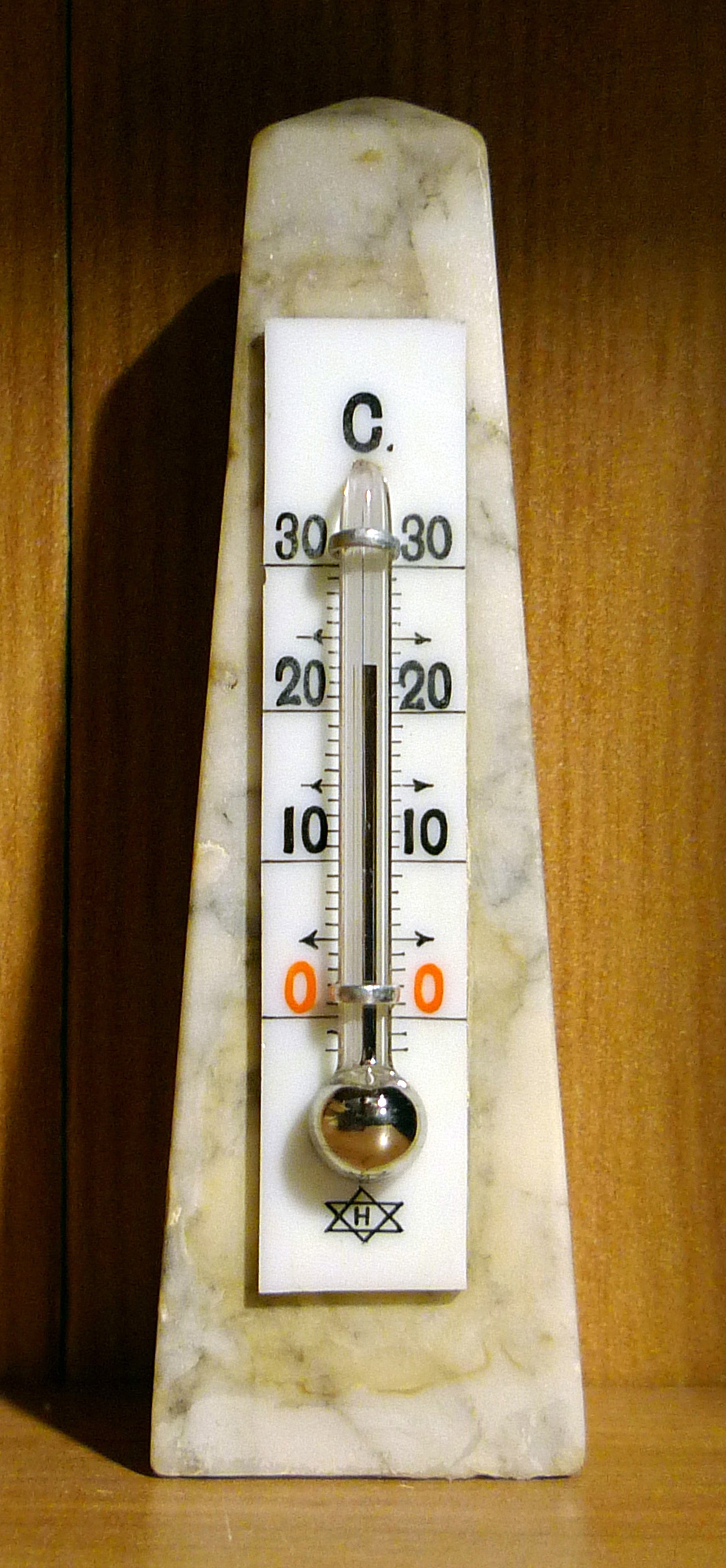
Nhiệt kế thủy ngân đo nhiệt độ phòng

Nhiệt kế thủy ngân là một loại nhiệt kế được phát minh bởi nhà vật lý học Daniel Gabriel Fahrenheit ở Amsterdam (1714). Nó bao gồm một bình nhỏ hình cầu có chứa thủy ngân gắn vào một ống thủy tinh đường kính hẹp; thể tích thủy ngân trong ống là ít hơn nhiều so với khối lượng trong bình nhỏ hình cầu. Thể tích thủy ngân thay đổi một chút cùng với nhiệt độ; sự thay đổi nhỏ trong thể tích thủy ngân đẩy thủy ngân trong cột dọc theo ống thủy tinh rỗng phía trên. Các không gian phía trên thủy ngân có thể được lấp đầy bằng nitơ hoặc nó có thể ở dưới áp suất khí quyển, chân không một phần.
Người ta chia cột thủy tinh thành các vạch hiển thị mức nhiệt độ. Khi nhìn vào vạch thủy ngân trong ống tương ứng với mức nhiệt độ nào thì cho ra kết quả nhiệt độ vật thể hoặc môi trường cần đo.
Thủy ngân không có thể được sử dụng để đo nhiệt độ thấp hơn -39˚C (do thủy ngân hóa rắn ở nhiệt độ) hoặc nhiệt độ cao hơn 356,7˚C (điểm sôi của thủy ngân). Phần lớn nhiệt kế thủy ngân đã được thay thế bằng nhiệt kế sử dụng rượu rẻ hơn và an toàn hơn so với thủy ngân.

## Cấu tạo
Vỏ của nhiệt kế (Case)
Vỏ nhiệt kế phải có độ bên cao, làm bằng nhôm đúc với sơn epoxy màu xanh đậm, theo dải kích thước từ 5 ½" tới 12”. Thân thiết kế theo góc điều chỉnh, cứng thẳng, theo góc 90 ° và 45 °. Các kích thước phổ biến của  nhiệt kế thủy ngân được chúng tôi cung cấp gồm: Chiều dài chân đồng hoặc inox: 30, 40, 50, 63, 75, 100, 120, 160, 200, 250, 300, 350, 400mm; từ -30 độ tới 600 độ.
Loại thân góc điều chỉnh có thể điều chỉnh được theo bất kỳ vị trí quan sát nào để dễ dễ đọc số liệu, và theo phạm vi nhiệt độ lên đến 550 °F. Nhiệt kế thân cứng có thể được chỉ định với các nhiệt độ lên đến 750 °F.
Chân gắn (Stem)
Chân gắn là phần nhạy cảm của thiết bị đo được đưa vào ứng dụng. Chân có thể được làm bằng nhôm (khoảng 550 °F), đồng thau (yêu cầu trên 550 °F)
Cửa sổ (Window)
Cửa sổ được hiển thị vạch đọc rõ ràng (khoảng 300 °F), kính chịu lực tiêu chuẩn (dải trên 300 °F).

## Nguyên lý hoạt động
Nhiệt kế thủy ngân có chứa bên trong ống thủy tinh mặc dù các chất lựa chọn cho thay thế có thể đáp ứng. Nhiệt kế này bao gồm một ống thủy tinh có chứa thủy ngân, được gắn vào mặt trước của thang đo nhiệt độ kim loại, và kéo dài vào một buồng bóng đèn kim loại (thân). Chất Gra-phít (graphite) than chì được sử dụng bên trong buồng bóng để truyền.

## Nhược điểm
Độ chính xác
Độ chính xác của nhiệt kế công nghiệp được thể hiện dưới dạng phương sai (cộng hoặc trừ) theo đơn vị tỷ lệ phân chia. Tất cả các Nhiệt kế Công nghiệp là chính xác trong phạm vi một phạm vi của dải nhiệt độ.
đo nhiệt độ cho bóng đèn thủy tinh. Nhiệt độ thay đổi làm cho cột độ chạy để mở rộng hoặc kéo tụt trong ống. Hoạt động này ngay lập tức được hiển thị trong ống xác nhận mức hiệu chuẩn của thang đo nhiệt độ. Để dễ đọc, ống được hình thành với một ống kính phía trước để tạo ra một cột đọc màu đỏ phóng to.